# Абуляїсово
Абуляї́сово (рос. Абуляисово, башк. Әбүләйес) — присілок у складі Зіанчуринського району Башкортостану, Росія. Входить до складу Абуляїсовської сільської ради.
Населення — 265 осіб (2010; 378 в 2002).
Національний склад:
- башкири — 98%